# Comté de Cass (Indiana)
Pour les articles homonymes, voir Comté de Cass.
Le comté de Cass (anglais : Cass County) est un comté de l'État de l'Indiana, aux États-Unis. Il comptait 40 930 habitants en 2000. Son siège est Logansport.